# 연우 (만화가)
연우(본명; 우영욱, 1982년 3월 15일 ~ )는 대한민국의 만화가이다. 2012년 현재 서울예술실용전문학교 디자인학부 교수이다.

## 작품
- 《핑크레이디》
- 《핑크레이디 클래식》
- 《블라인드 메르헨》